# Canton de Lusigny-sur-Barse
Le canton de Lusigny-sur-Barse est une ancienne division administrative française, située dans le département de l'Aube en région Champagne-Ardenne.

## Géographie
Ce canton était organisé autour de Lusigny-sur-Barse dans l'arrondissement de Troyes. Son altitude moyenne s'élevait à 133 m.

## Histoire
Par le décret du 21 février 2014, le canton est supprimé à compter des élections départementales de mars 2015. Il est englobé dans le canton de Vendeuvre-sur-Barse.

## Administration

### conseillers généraux de 1833 à 2015
| Période | Période      | Identité                                         | Étiquette    | Qualité |
| ------- | ------------ | ------------------------------------------------ | ------------ | --- |
| 1833    | 1845         | Nicolas Alexis Lépine                            |              | Juge de paix Maire de Montaulin |
| 1845    | 1876 (décès) | Comte puis Marquis Edmond de Mesgrigny           |              | Ancien Lieutenant des Dragons Propriétaire à Villebertin, Moussey                                                                             |
| 1876    | 1876 (décès) | Comte Maurice de Launay de Bourdelot (1818-1876) |              | Propriétaire du château de Courcelles, maire de Clérey Conseiller d'arrondissement                                                            |
| 1876    | 1883         | Louis Jacques Degouet                            | Républicain  | Notaire à Lusigny-sur-Barse |
| 1883    | 1889         | Fernand Gervais                                  | Républicain  | Avocat, propriétaire et Maire de Lusigny-sur-Barse                                                                                            |
| 1889    | 1927 (décès) | Comte Adolphe de Launay                          | URD          | Directeur de la ferme de Courcelles Maire de Clérey (1884-1927) Député (1924-1927)                                                            |
| 1927    | 1937         | Arthur Blanchard                                 | FR           | Agriculteur à Laubressel |
| 1937    | 1940         | Édouard Jouvenet                                 | Rad.         | Agriculteur à Verrières |
|         |              |                                                  |              | |
| 1945    | 1958         | Jacques Gauthier                                 | DVD-CNIP     | Négociant en bois Maire de Lusigny-sur-Barse                                                                                                  |
| 1958    | 1973 (décès) | Maurice Jacquinot                                | RI           | Maire de Lusigny-sur-Barse |
| 1973    | 1994         | Maurice Richer                                   | DVD puis UDF | Maire de Lusigny-sur-Barse |
| 1994    | 2001         | Serge Spilmann                                   | DVG          | Maire de Courteranges (2001-2014) |
| 2001    | 2015         | Christian Branle                                 | DVD puis UMP | Technicien supérieur à l'IBRBS Maire de Lusigny-sur-Barse Vice-président du Conseil général Elu en 2015 dans le Canton de Vendeuvre-sur-Barse |

### Conseillers d'arrondissement (de 1833 à 1940)
| Période                                  | Période      | Identité                                    | Étiquette   | Qualité |
| ---------------------------------------- | ------------ | ------------------------------------------- | ----------- | --- |
| 1833                                     | 1836         | Charles Parfait François Laurot-Mullet      |             | Avocat à Troyes                                                                                             |
| 1836                                     | 1848         | Jean-Baptiste Camusat-Descarets (1779-1860) |             | Vice-Président du Tribunal civil de Troyes                                                                  |
|                                          |              |                                             |             | |
| 1871                                     | 1876         | Comte Maurice de Launay de Bourdelot        |             | Propriétaire du château de Courcelles, maire de Clérey                                                      |
| 1910                                     | 1922 (décès) | Paul Masson                                 |             | Maire de Lusigny-sur-Barse, suppléant du juge de paix                                                       |
|                                          |              |                                             |             | |
| 1928                                     | 1934         | Eugène Candiot                              |             | Maire de Clérey                                                                                             |
| 1934                                     | 1940         | Émile Gauthier                              | Indépendant | Maire de Courtenot                                                                                          |
| 1940                                     |              |                                             |             | Les conseils d'arrondissement ont été suspendus par la loi du 12 octobre 1940 et n'ont jamais été réactivés |
| Les données manquantes sont à compléter. |              |                                             |             | |

## Composition
Le canton de Lusigny-sur-Barse regroupait quatorze communes et comptait 9 644 habitants, selon le recensement de 2009.
| Nom                           | Code Insee | Intercommunalité              | Superficie (km2) | Population (dernière pop. légale) | Densité (hab./km2) |
| ----------------------------- | ---------- | ----------------------------- | ---------------- | --------------------------------- | ------------------ |
| Lusigny-sur-Barse (chef-lieu) | 10209      | CA Troyes Champagne Métropole | 37,92            | 2 010 (2014)                      | 53                 |
| Bouranton                     | 10053      | CA Troyes Champagne Métropole | 8,15             | 558 (2014)                        | 68                 |
| Clérey                        | 10100      | CA Troyes Champagne Métropole | 18,79            | 1 100 (2014)                      | 59                 |
| Courteranges                  | 10110      | CA Troyes Champagne Métropole | 6,47             | 575 (2014)                        | 89                 |
| Fresnoy-le-Château            | 10162      | CA Troyes Champagne Métropole | 11,48            | 271 (2014)                        | 24                 |
| Laubressel                    | 10190      | CA Troyes Champagne Métropole | 16,24            | 534 (2014)                        | 33                 |
| Mesnil-Saint-Père             | 10238      | CA Troyes Champagne Métropole | 17,45            | 462 (2014)                        | 26                 |
| Montaulin                     | 10245      | CA Troyes Champagne Métropole | 12,41            | 801 (2014)                        | 65                 |
| Montiéramey                   | 10249      | CA Troyes Champagne Métropole | 6,73             | 419 (2014)                        | 62                 |
| Montreuil-sur-Barse           | 10255      | CA Troyes Champagne Métropole | 13,13            | 312 (2014)                        | 24                 |
| Rouilly-Saint-Loup            | 10329      | CA Troyes Champagne Métropole | 11,26            | 545 (2014)                        | 48                 |
| Ruvigny                       | 10332      | CA Troyes Champagne Métropole | 4,15             | 489 (2014)                        | 118                |
| Thennelières                  | 10375      | CA Troyes Champagne Métropole | 6,73             | 345 (2014)                        | 51                 |
| Verrières                     | 10406      | CA Troyes Champagne Métropole | 10,12            | 1 883 (2014)                      | 186                |

## Démographie
| 1962  | 1968  | 1975  | 1982  | 1990  | 1999  | 2006  | 2011  | 2012  |
| ----- | ----- | ----- | ----- | ----- | ----- | ----- | ----- | ----- |
| 5 144 | 5 151 | 5 306 | 6 957 | 7 732 | 8 318 | 9 147 | 9 816 | 9 939 |